# Tiara

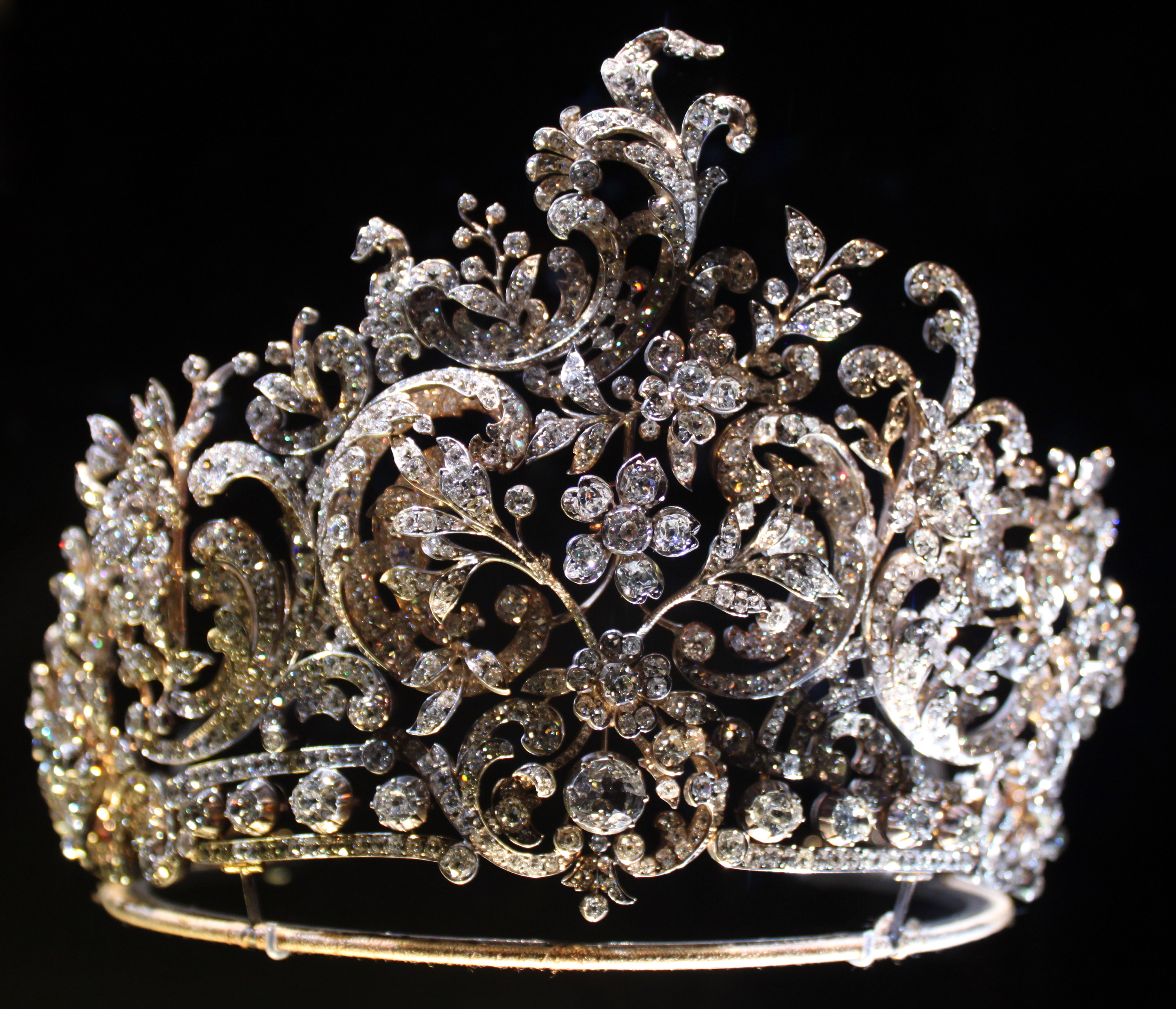
Tiara van koningin Charlotte van Württemberg, 1896

Een tiara (van het Perzische تاره tara, overgenomen in het Latijn als 'tiara') is een soort kroon. Zowel hoge cilindervormige kronen als lagere, ronde hoofdsieraden worden tiara genoemd.
De oorsprong van de hoge tiara ligt in Mesopotamië waar hoge, cilindervormige kronen in gebruik waren. Via de Grieken werd deze vorm van tiara in Europa geïntroduceerd. Een van de bekendste tiara’s is de hoge, wit geëmailleerde drie-kroon die gebruikt werd bij pauskroningen.
In de moderne tijd is de meest voorkomende tiara een (half-)rond hoofdsieraad voor vrouwen, meestal gemaakt van goud of platina, en versierd met edelstenen. In de negentiende eeuw ontwikkelde deze tiara zich in de westerse wereld tot een statussymbool van vrouwen uit de hoge kringen. Na de Tweede Wereldoorlog raakte het dragen van tiara's steeds meer in onbruik.

## Oude Mesopotamiërs, Hettieten, Perzen en Grieken
Een tiara was in de oudheid een hoge kroon, met vaak een cilindervormige vernauwing bovenaan. Deze kroon was gemaakt van leer of ander materiaal, zoals textiel, en was vaak versierd. Hij werd gedragen door de koningen en keizers van volkeren in Mesopotamië.
De tiara als hoofddeksel was een kenmerkend attribuut van de goden van de Hettieten. De Assyriërs voegden twee stierenhoorns en een cirkel van korte veren toe aan de kroon als teken van macht. De Perzische tiara leek meer op een kegel zonder top, en had ook geen hoorns of veren meer. Deze tiara was rijk versierd met juwelen, en had een pin aan de bovenkant. De Grieken beeldden Amazonen af met een tiara als strijdhelm.

## Pauselijke tiara

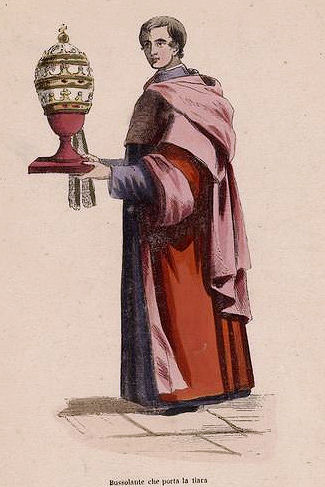
De pontificale tiara

Van de pontificale (pauselijke) tiara wordt voor het eerst melding gemaakt in de 8e eeuw. Door de eeuwen heen heeft de tiara verschillende vormen gekend; de bekendste is de hoge tiara met een wit geëmailleerde kap, omringd door drie kronen met daarop een wereldbol en daarboven een kruis. Net als bij een mijter hangen twee zijden linten aan de achterzijde neer over de rug. De tiara werd uitsluitend gedragen door de paus.

### Geschiedenis van de pauselijke tiara
De geschiedenis van de pontificale tiara gaat terug op de witte muts die de eerste bisschoppen van Rome droegen. Daaruit ontstond de bisschoppelijke mijter. De pausen hadden echter behoefte aan een eigen hoofddeksel dat de bijzondere positie van de bisschop van Rome duidelijk maakte. De eerste tiara had één gouden band, die in de 13e eeuw de vorm van een kroon kreeg. Onder paus Bonifatius VIII (1294-1303) werd een tweede kroon toegevoegd en onder paus Benedictus XI (1303-1304) kreeg de tiara de vorm met drie kronen.
De eerste cirkel vertegenwoordigt het universele episcopaat van de paus van Rome: de paus is het hoofd van alle gelovigen in de rooms-katholieke kerk. De tweede cirkel staat voor zijn oppermacht in jurisdictie, waaronder niet alleen alle gelovigen vallen, maar in het bijzonder de gewijde priesters en bisschoppen. De derde cirkel vertegenwoordigt de wereldlijke macht van de paus; de paus is het staatshoofd van Vaticaanstad. De knop en het kleine kruis boven op de tiara (ook wel een kleine atlas genoemd) verschenen na 1500. Zij werden voor het eerst aangetroffen op de tiara van paus Julius II (1504-1513).
De tiara is een niet-liturgisch ornament (d.w.z. dat de tiara geen rol speelt in de rooms-katholieke eredienst) en werd gedragen tijdens processies en plechtige dogmatische verklaringen. Tijdens liturgische functies droeg de paus een mijter.

### Tiara tijdens de kroning
Tijdens de kroning van de paus sprak de kardinaal-protodiaken de volgende woorden bij de plaatsing van de tiara:

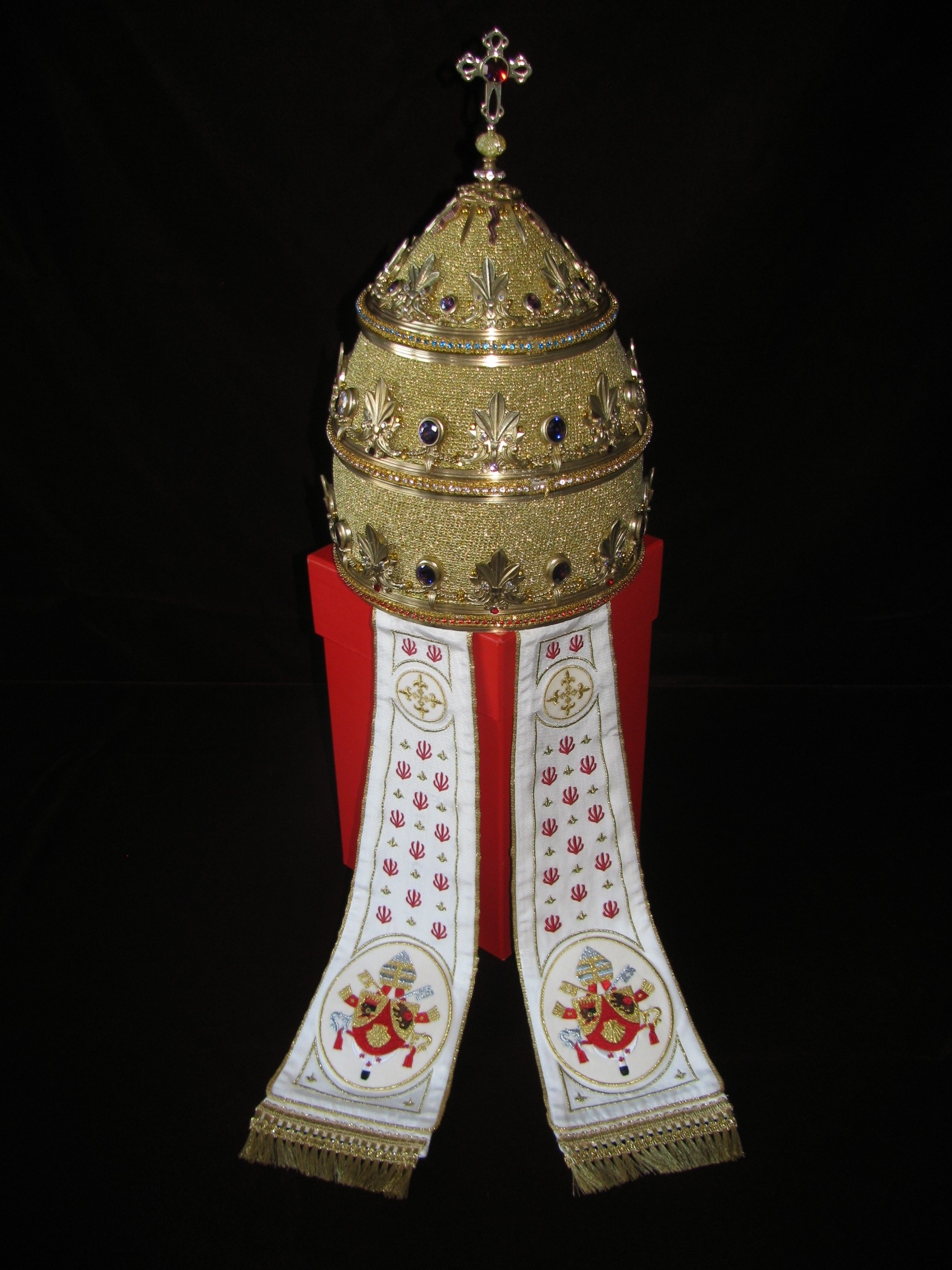
Tiara geschonken aan paus Benedictus XVI

Accipe thiaram tribus coronis ornatam, et scias te esse Patrem Principipum et Regnum, Rectorem Orbis, in terra Vicarium Salvatoris Nostri Jesu Christi, cui est honor et gloria in saecula saeculorum.

Vertaling:
Ontvang de met drie kronen versierde tiara, en weet dat ge zijt: de Vader van de vorsten en koningen, de Bestuurder van de wereld en op aarde de plaatsvervanger van onze verlosser Jezus Christus, aan wie de eer en de glorie is, tot in de eeuwen der eeuwen.

Paus Paulus VI (1963-1978) was de laatste paus die gekroond werd met een tiara. Hij deed in 1964 demonstratief afstand van het speciaal voor hem ontworpen sieraad. Zijn opvolgers hebben geen tiara meer gedragen maar de kroon blijft wel het symbool van het pontificaat en staat als symbool op het wapenschild van het Vaticaan. Paus Benedictus XVI was de eerste paus die in zijn persoonlijk wapen de tiara verving door een mijter.

### Bewaard gebleven pauselijke tiara’s
Heel wat pauselijke tiara's gingen verloren bij de Franse bezetting van Rome onder Napoleon Bonaparte. De tiara van paus Paulus VI werd verkocht aan de Amerikaanse katholieke kerk en wordt tentoongesteld in de Basiliek van het Nationaal Heiligdom van de Onbevlekte Ontvangenis in Washington D.C.. De pontificale schatkamer telt toch nog steeds verschillende tiara's, vaak door gelovigen aan een paus geschonken. Bekende voorbeelden zijn de Napoleon-tiara, de Palatijnse tiara en de Belgische tiara. Op 25 mei 2011 kreeg Benedictus XVI een tiara gepresenteerd door enkele Duitse gelovigen. Hij heeft deze evenwel niet gedragen.

## Tiara als hoofdsieraad

### Beschrijving

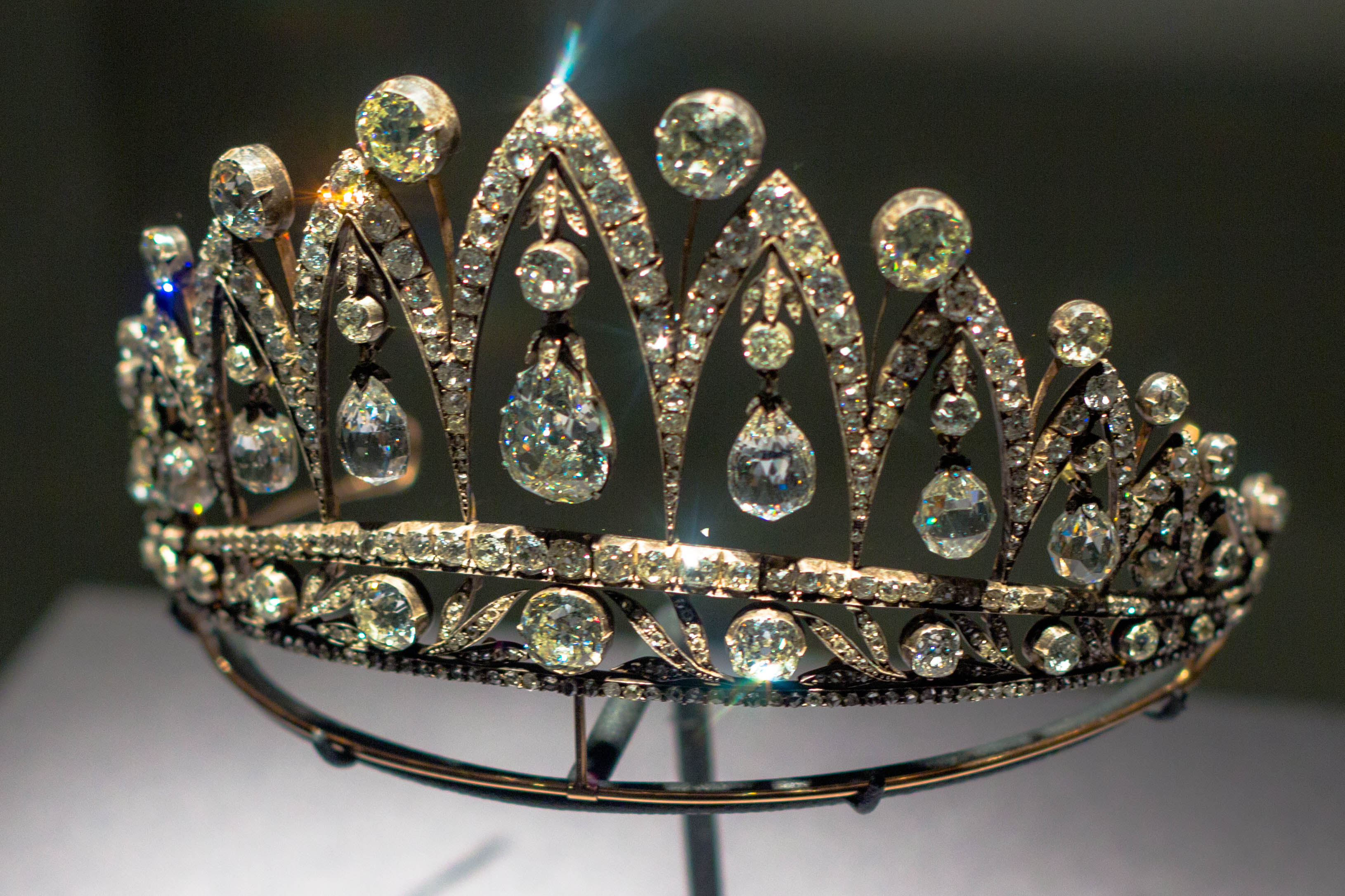
Tiara gemaakt door de Russische juwelier Fabergé, circa 1890

De basisvorm van de moderne tiara is een (halve) cirkel, meestal gemaakt van zilver, goud of platina. Er zijn ook tiara's van schildpad, bloedkoraal en bergkristal, en in de 20e eeuw is er geëxperimenteerd met ongebruikelijke materialen als hoorn en aluminium.
Tiara’s worden versierd met edelstenen en parels, maar ook met cameeën of gemmen (gesneden edelstenen). Deze edelstenen zijn vaak aangebracht in symmetrische patronen; veelgebruikte elementen zijn bogen, guirlandes, cirkels en sterren, en gestileerde bloemen of bladeren. Op andere tiara's worden bloemen, korenaren, libellen of vlinders juist min of meer natuurgetrouw uitgebeeld door edelstenen in verschillende kleuren te gebruiken. Voor een tiara kunnen honderden tot duizenden edelstenen van verschillende grootte en slijpvorm nodig zijn; bijna altijd worden er veel diamanten in een tiara verwerkt. Dit maakt tiara's tot de kostbaarste en meest spectaculaire juwelen die er zijn. Er is geen duidelijk verschil tussen een tiara en een diadeem; de termen worden door elkaar gebruikt.

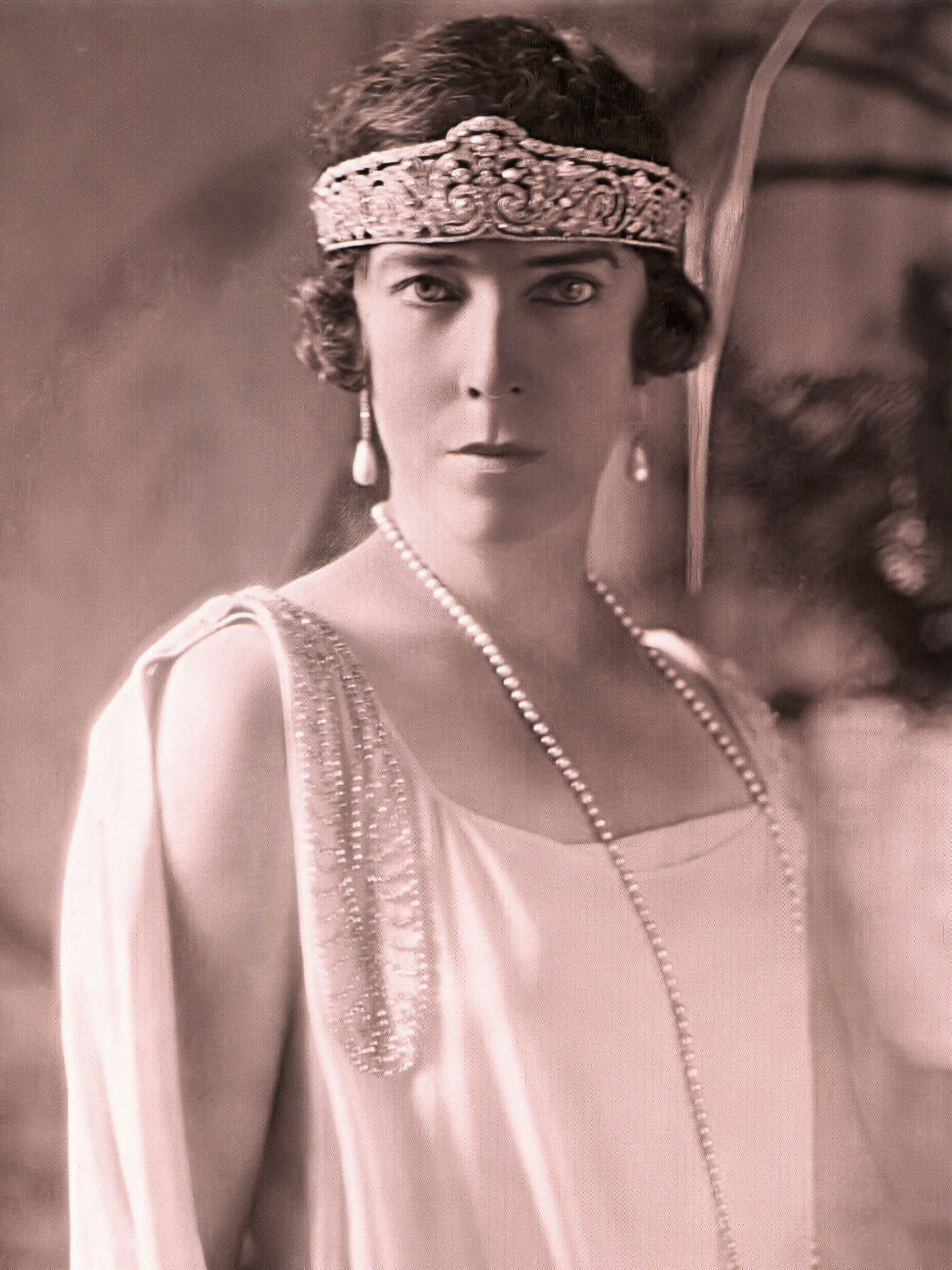
Tiara over het voorhoofd gedragen in plaats van op het hoofd (koningin Elisabeth van België)

Tiara's worden op het hoofd gedragen, maar ook wel om het voorhoofd; dit hangt af van het model en van de heersende mode. Het dragen van een tiara kan leiden tot hoofdpijn, vooral als de tiara zwaar is of strak om het hoofd zit. Om het draagcomfort te vergroten is een grote tiara bevestigd op een met fluweel omwikkelde steun.

### Modellen
Tiara's zijn er in verschillende modellen. Bekend zijn:
- bandeau, een tiara in de vorm van een haarband,
- kokoshnik, een tiara die meestal bestaat uit één rechte massieve band van edelstenen; de vorm is gebaseerd op een hoofdtooi uit de traditionele Russische klederdracht
- halo, die als een stralenkrans om het hoofd ligt.
- fringe, een franje (fringe) van diamanten die vaak ook als collier kan worden gedragen.[4]

Sommige tiara's zijn te demonteren in losse onderdelen die afzonderlijk gedragen kunnen worden als halsketting of als broche. Juweliers leverden voor het uit elkaar halen en weer in elkaar zetten van de tiara een speciale schroevendraaier mee. Tiara's maken soms deel uit van een parure: een set van bijvoorbeeld tiara, halsketting, oorbellen, broches en armbanden met hetzelfde ontwerp.

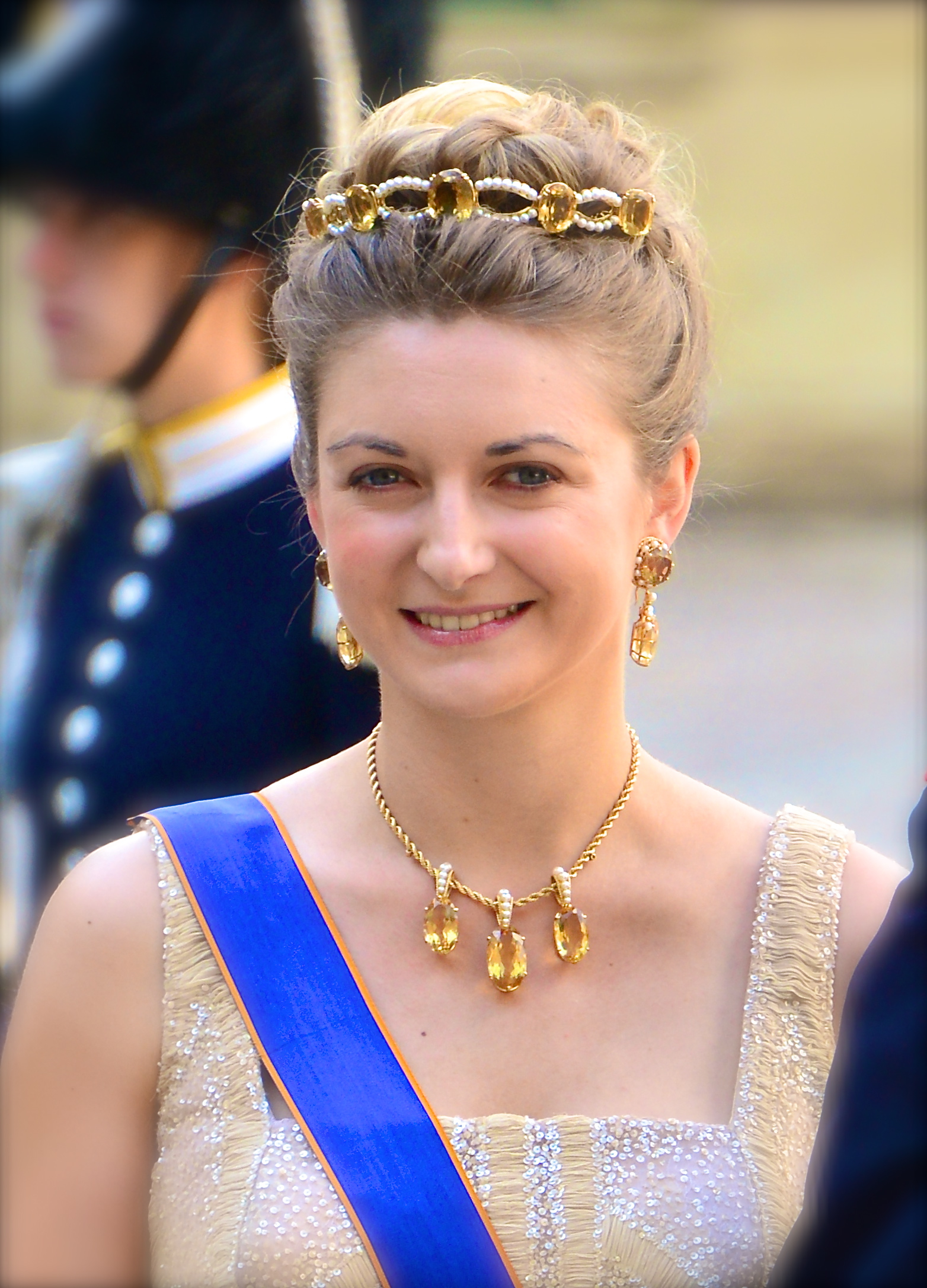
Bandeau-tiara, in de vorm van een haarband (prinses Stéphanie van Luxemburg)
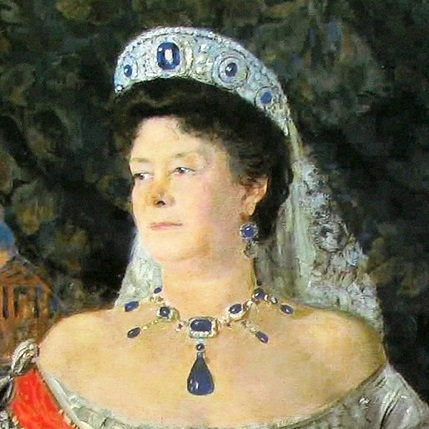
Kokoshnik tiara - de vorm lijkt op een hoofdtooi uit de Russische klederdracht. (Grootvorstin Maria Paulowna van Rusland)
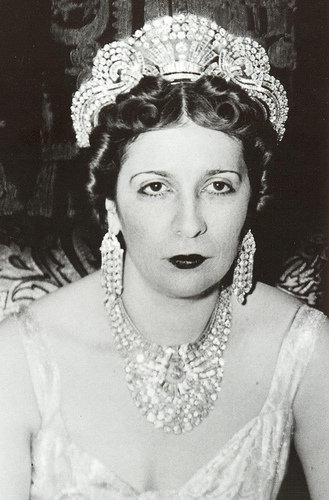
Halo-tiara, die als een stralenkrans om het hoofd ligt (koningin Nazli van Egypte)
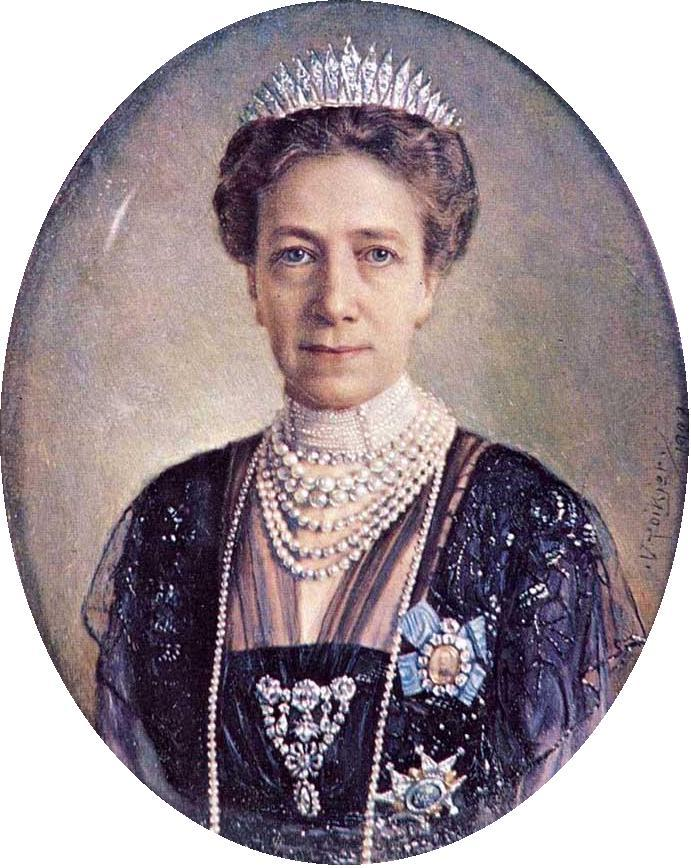
Fringe-tiara, de diamanten zijn aangebracht als een 'franje' (fringe). (Koningin Victoria van Zweden).

### Etiquette en gewoontes rond het dragen

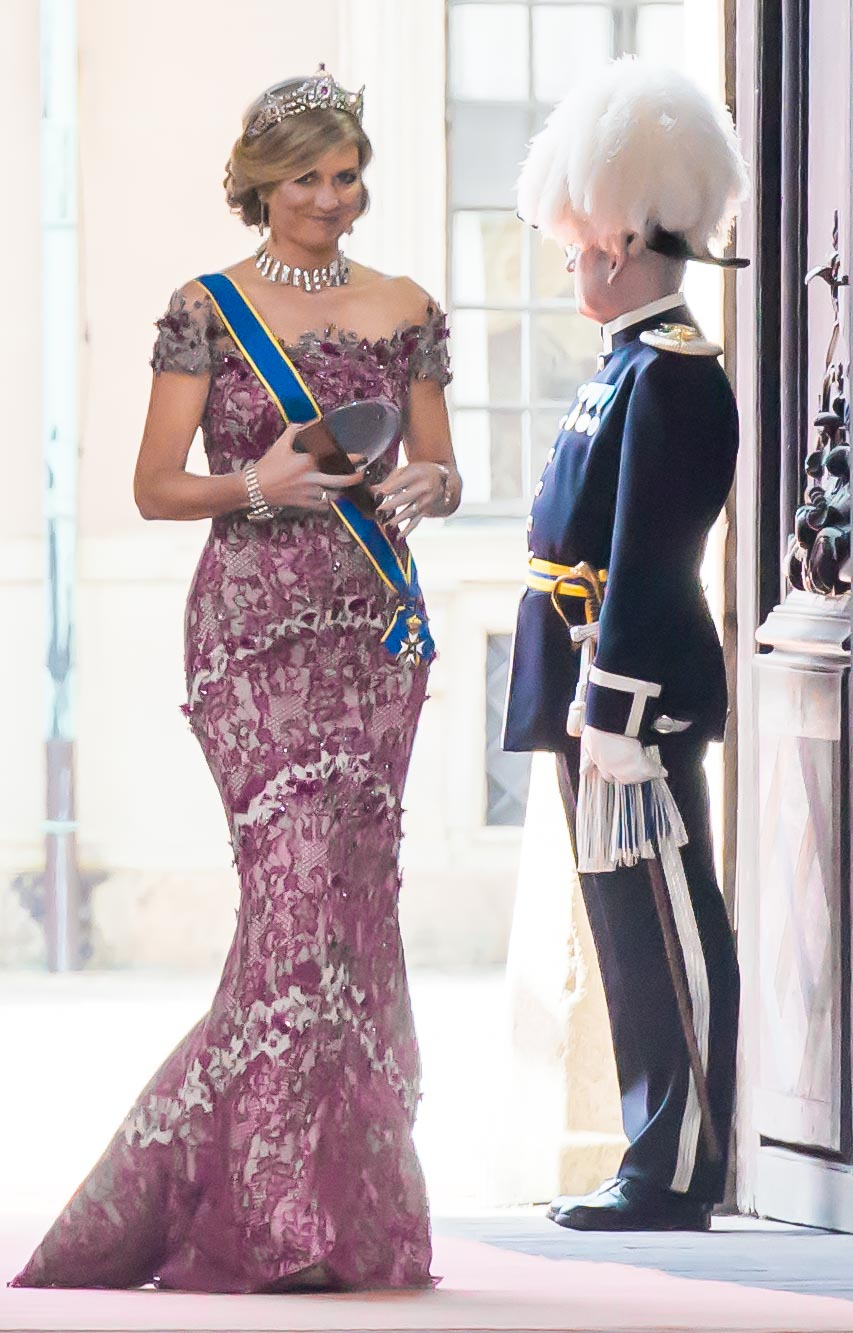
De tiara als onderdeel van galakleding (Koningin Maxima der Nederlanden, 2015)

Er wordt wel gedacht dat alleen vrouwen van adel een tiara mogen dragen maar dat is niet waar. Elke vrouw mag een tiara dragen bij gelegenheden waar het kledingvoorschrift 'white tie' van kracht is. Dit zijn gala-gelegenheden. Van vrouwen wordt verwacht dat ze bij zo'n gelegenheid een formele lange avondjurk dragen die bij voorkeur schouders en decolleté enigszins bloot laat; bij zo'n jurk horen grote, opvallende sieraden. Vaak werd op de uitnodiging nog eens apart vermeld of werd verwacht dat vrouwen een tiara zouden dragen. Volgens de etiquette mogen tiara's echter niet gedragen worden als zo'n galadiner of bal in een hotel plaatsvindt. 
Traditioneel dragen jonge vrouwen tot ze trouwen geen tiara. Tijdens hun bruiloft dragen ze een tiara die eigendom is van hun eigen familie. Als ze eenmaal getrouwd zijn dragen ze alleen nog tiara's die het eigendom zijn van de familie van hun man, of hun persoonlijk eigendom. Er was een uitzondering voor ongetrouwde prinsessen die vanaf hun achttiende wel tiara's mochten dragen. In de 21e eeuw gaat men met al deze regels vrij soepel om.
Er zijn speciale zwarte tiara's van git, onyx, glas of staal om te dragen bij rouwkleding. Voor de latere fases van de rouw (tweede rouw en halve rouw) waren ook tiara's met paarse stenen (amethist), witte stenen (diamant en maansteen) of parels gepast.

### Geschiedenis van de tiara

#### Tot 1800
Ronde sieraden die op of om het hoofd werden gedragen waren al in de oudheid populair bij de Grieken en Romeinen. Vaak waren het gouden of zilveren kransen van klimop-, laurier- of eikenbladeren. In eerste instantie droegen zowel mannen als vrouwen zulke kransen, later waren het vooral sieraden voor vrouwen. Ook kransen van korenaren zijn bekend; deze verwezen naar de landbouwgodin Demeter en symboliseerden vruchtbaarheid en voorspoed.
Zulke kransen zijn in de christelijke tijd als sieraad in onbruik geraakt omdat ze in verband werden gebracht met heidense gebruiken. Wel kende men al vanaf de vroege middeleeuwen kronen voor vorsten en vorstinnen, en droegen bruiden op hun trouwdag speciale bruidskronen. In de 17e en 18e eeuw gingen vorstinnen en regentessen hoofdsieraden dragen om hun bijzondere status aan te duiden. Zo droeg Catharina de Grote van Rusland vaak een klein gouden diadeem. Dit gebruik sloeg niet breed aan, onder andere omdat de enorme dameskapsels van de achttiende eeuw het dragen van een tiara lastig maakten.

#### Van 1800 tot 1914

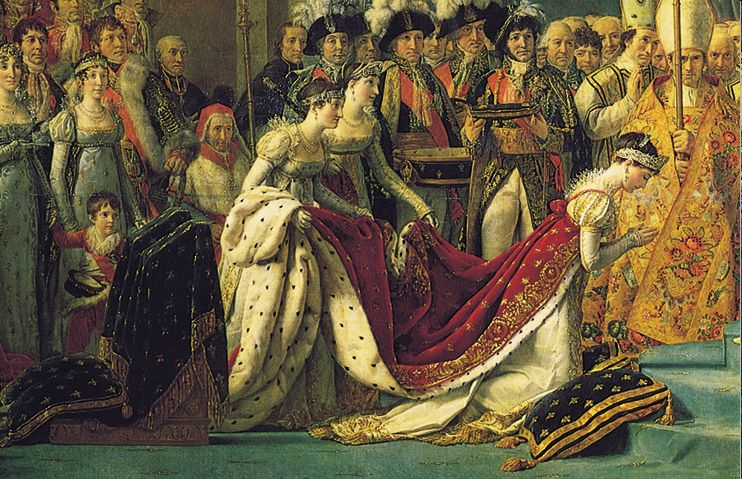
De kroning van Napoleon in 1804 was een van de eerste plechtigheden waar de belangrijkste vrouwen tiara's droegen, vaak modellen naar antiek voorbeeld

Napoleon heeft een belangrijke rol gespeeld bij het populair maken van de tiara. Hij wilde door vertoon van indrukwekkende juwelen zijn aanzien en het aanzien van zijn hof vergroten. Bij zijn kroning droegen de belangrijkste aanwezige vrouwen tiara's. De tiara's uit de Napoleontische tijd verwezen vooral naar de glorie van het Romeinse rijk. Het waren gouden lauwerkransen en kransen van korenaren naar antiek voorbeeld; ook werd er veel gebruik gemaakt van cameeën en gemmen (gesneden edelstenen). Een aantal tiara’s van Napoleons eerste vrouw Joséphine zijn nog steeds in het bezit van Europese vorstenhuizen, zoals de Zweedse cameeëntiara.
In de 19e eeuw werd de tiara snel populair onder vorstelijke en adellijke vrouwen als een manier om status uit te drukken en aandacht te trekken. Ook het feit dat de haarmode was veranderd speelde een rol; de minder pompeuze kapsels boden meer mogelijkheden voor het dragen van een tiara. De tiara werd een essentieel onderdeel van de kleding voor vrouwen bij plechtigheden aan het hof, en bij bals, diners en andere gala-gelegenheden. Vaak kreeg een bruid bij haar huwelijk een tiara cadeau van haar man of haar vader. Het hoogtepunt van de populariteit van de tiara ligt tussen 1890 en 1914. Vrouwen uit de hoogste - en rijkste - klassen hadden vaak meerdere tiara’s en het dragen van een tiara was allang niet meer iets van de adel alleen. Ook in de Verenigde Staten waren tiara's bij gala-gelegenheden gewoon, zeker in de standsbewuste hogere kringen in New York.

#### Na 1914
Na de Eerste Wereldoorlog werd het van lieverlee minder gebruikelijk om een tiara te dragen bij feestelijke gelegenheden. Dit heeft te maken met sociale en economische veranderingen maar ook met het feit dat vrouwen hun haar kort knipten en - na de introductie van shampoo - hun haren vaker wasten. Schoon haar is glad en zacht, en biedt weinig greep voor een tiara. In de jaren 60 van de twintigste eeuw kwam de tiara weer even terug in het modebeeld toen het hoog opgekamde suikerspinkapsel populair werd. 
Sinds het eind van de twintigste eeuw worden in Europa tiara's vooral gezien bij staatsbanketten, koninklijke bruiloften en bij inhuldigingen van vorsten. Het openlijk tonen van grote rijkdom wordt minder acceptabel geacht en ook bij ‘white-tie’-gelegenheden is een tiara niet meer vereist..

#### 21e eeuw
Ook in de 21e eeuw worden er nog steeds tiara’s gemaakt en is er zelfs sprake van een opleving. Modeontwerper Versace maakte een tiara die onder andere gedragen is door de popster Madonna. De Deense koninklijke familie heeft een tiara in bruikleen die in 2009 werd ontworpen voor een tentoonstelling van klassieke en moderne tiara's. In het Midden-Oosten en Azië bleef er vraag naar tiara's. Rond 2020 zagen veilinghuizen en modejournalisten ook in Europa en Amerika een herleving van de belangstelling voor tiara's. Het al dan niet dragen van een tiara is een individuele beslissing geworden die niet meer wordt bepaald door sociale regels, maar door wat de drager zelf passend vindt voor de gelegenheid en de gehele outfit. 

Een tiara hoort voor veel bruiden nog steeds bij de bruidskleding. Meestal - maar niet altijd - gaat het dan om modesieraden waar weinig edelmetaal en edelstenen in zijn verwerkt. Winnaressen van schoonheidswedstrijden worden gekroond met een tiara.

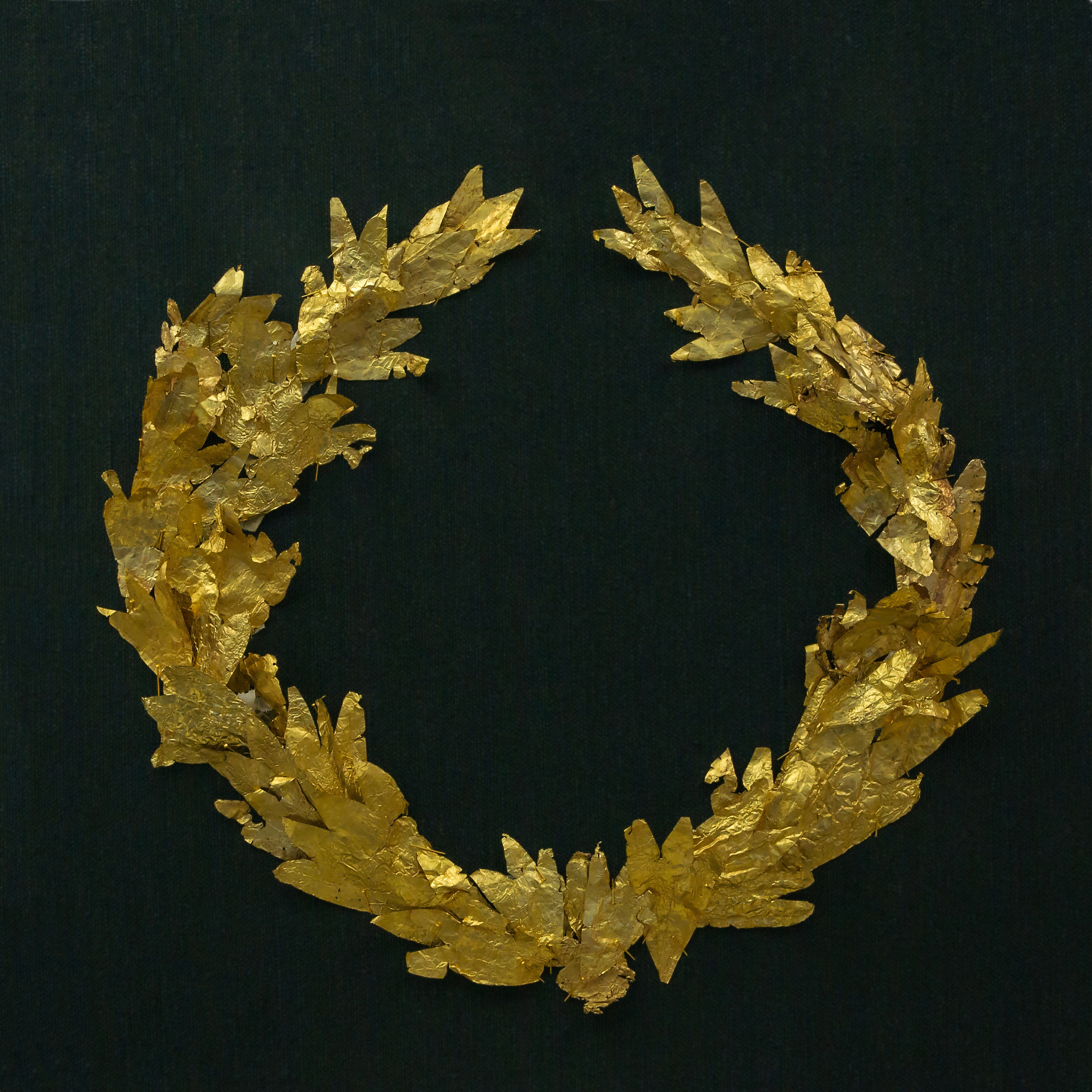
Gouden lauwerkransen uit de klassieke oudheid waren de inspiratie voor de eerste tiara's.
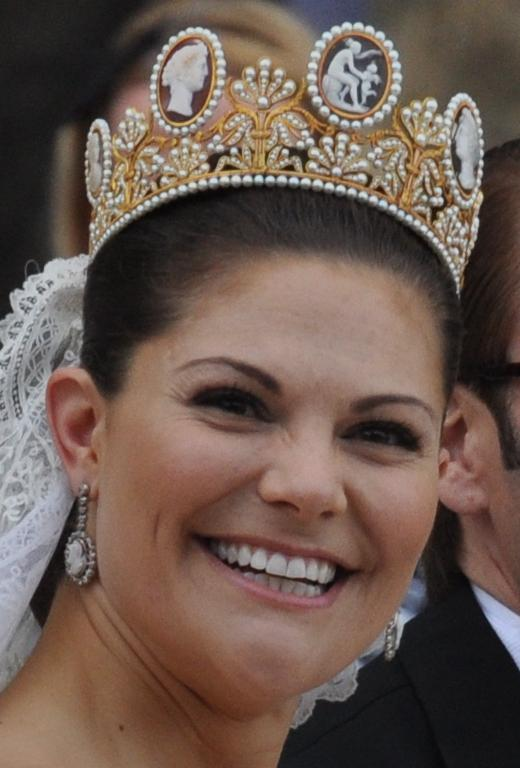
Cameeëntiara. Oorspronkelijk gemaakt voor Josephine de Beauharnais (circa 1809). Nu eigendom van de Zweedse koninklijke familie, hier gedragen door kroonprinses Victoria van Zweden.
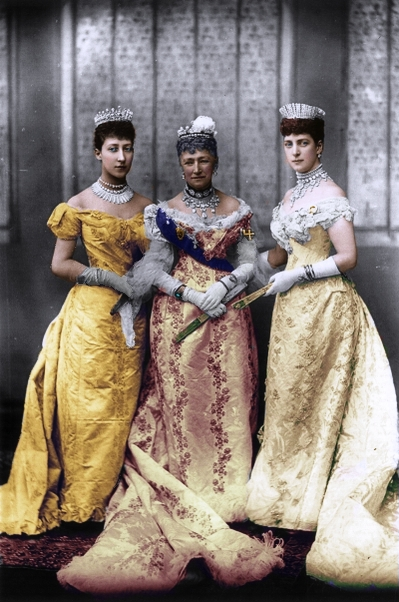
Tussen 1880 en 1914 was de tiara het populairst en vast onderdeel van galakleding in de hoogste kringen. (de hertogin van Fife, koningin Louise van Denemarken en de prinses van Wales - 1893).
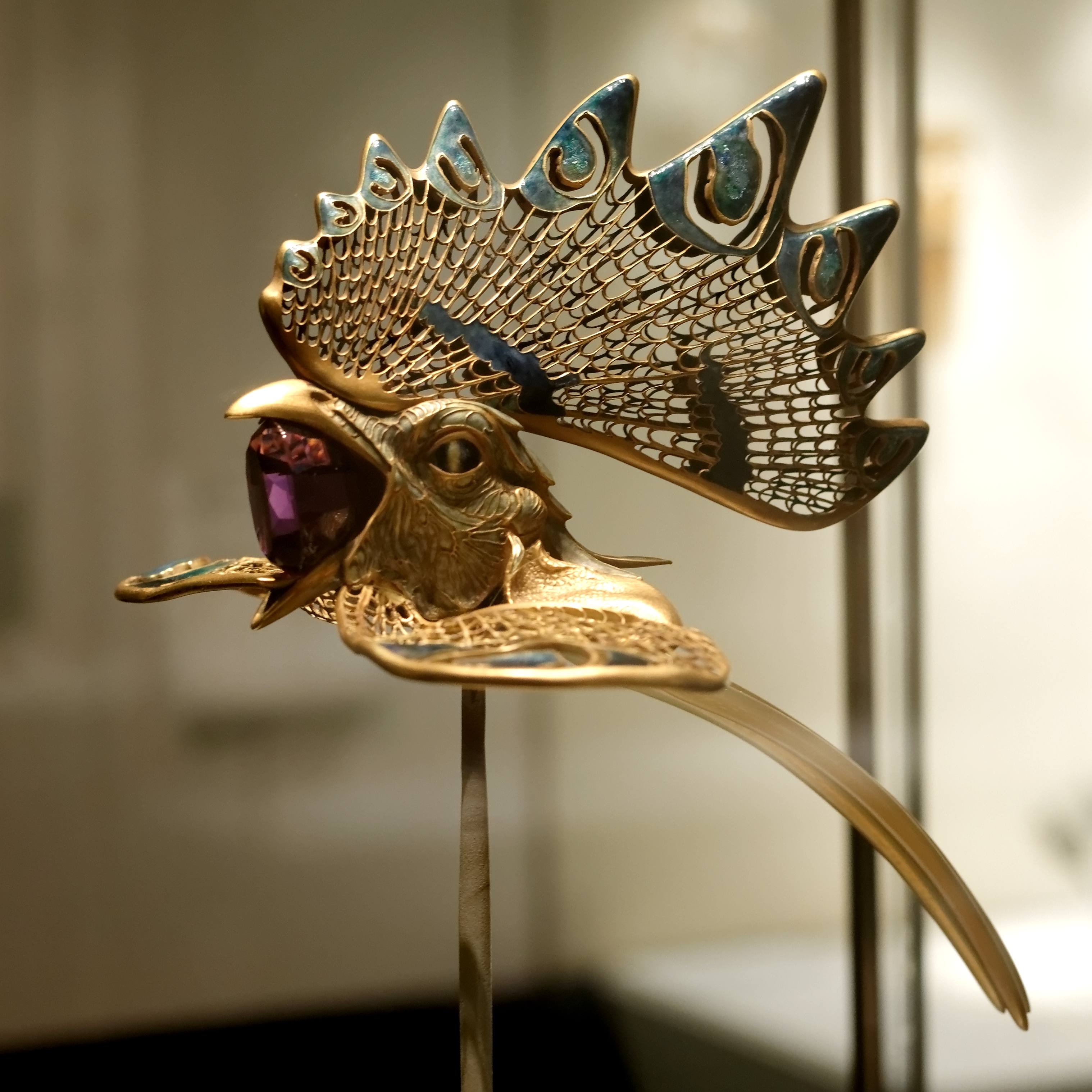
Het 'haan diadeem' van de Franse edelsmid en glaskunstenaar René Lalique in art-nouveau-stijl. (Circa 1898)
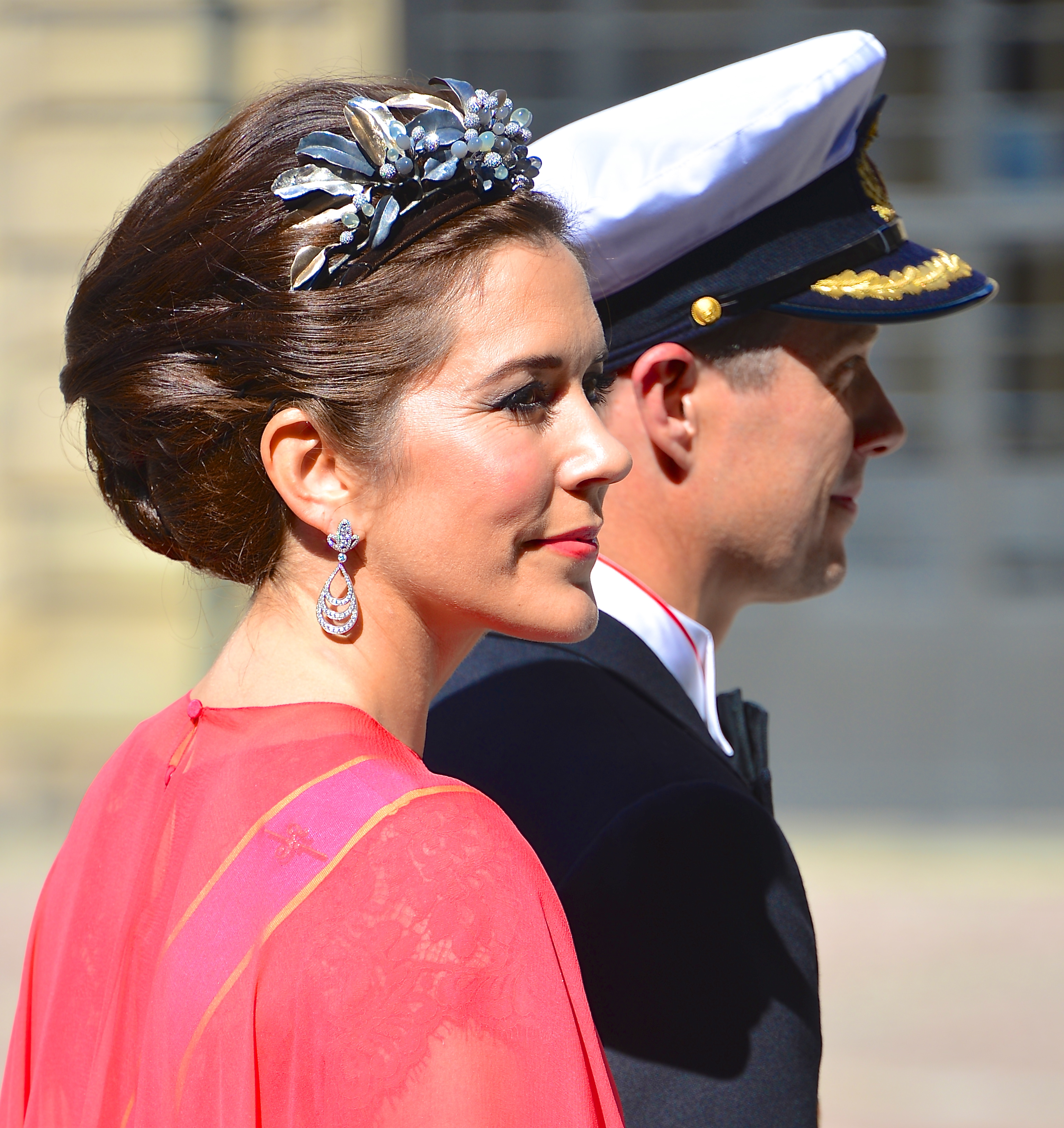
De moderne Deense 'midnight tiara' uit 2009 bevat 1300 briljanten en gepolijste maanstenen. De takken en bladeren zijn gemaakt van rood en wit goud en geoxideerd zilver. Gedragen door toenmalig kroonprinses Mary van Denemarken

### Stijlen en mode
De ontwerpen van de eerste tiara's aan het begin van de 19e eeuw grepen terug op afbeeldingen van kransen uit de klassieke oudheid en middeleeuwse kronen. Enkele decennia later liet men zich inspireren door sieraden uit de renaissance en door juwelen die gevonden waren bij archeologische opgravingen in Pompeï en Troje. Aziatische invloeden zijn later in de 19e eeuw te zien in het gebruik van de lotusbloem als motief en in modellen die zijn geïnspireerd door Chinese hoofdtooien.
Eind 19e eeuw is er sprake van een Russische invloed. In Rusland was er een hernieuwde belangstelling voor het eigen verleden, die ook te zien was in sieraden, zoals de al eerder genoemde kokoshnik-tiara's. Door de nauwe contacten tussen de Russische, Deense, Britse en Duitse koningshuizen werd dit model ook in West-Europa bekend en populair. Ook het werk van de beroemde Russische edelsmid en juwelier Carl Fabergé had invloed.
Met de komst van Jugendstil (Art nouveau) vervaagde de grens tussen sieraad en kunstwerk. Kunstenaars als René Lalique en de Britse architect en juwelenontwerper Henry Wilson maakten kunstzinnige tiara's die niet makkelijk echt gedragen konden worden. Tijdens de art-decoperiode tussen de Eerste en de Tweede Wereldoorlog zijn er tiara's gemaakt met de strakke geometrische patronen die bij deze stijl horen; deze zijn ook vaak zo ontworpen dat ze goed te dragen zijn met kort haar.

### Verdwenen tiara's
Sinds 1800 zijn er tienduizenden tiara’s gemaakt. Sommige daarvan werden beroemd omdat er opvallende edelstenen in verwerkt waren, of omdat ze ooit eigendom waren van tot de verbeelding sprekende personen, zoals keizerin Joséphine van Frankrijk of tsarina Alexandra van Rusland. Veel tiara’s - ook beroemde - bestaan niet meer. Ze werden uit elkaar gehaald om de stenen te kunnen verkopen, of om er andere sieraden mee te kunnen maken. Zo kwamen de diamanten in de verlovingsring van de latere koningin Elizabeth II uit een tiara van de moeder van prins Philip, haar aanstaande echtgenoot. Omdat tiara’s nog maar zo weinig gedragen worden is het niet altijd duidelijk of sommige beroemde tiara’s zijn ontmanteld, of dat ze al jarenlang ongebruikt in een kluis liggen.

## Wetenswaardigheden
- Een tiara met smaragden en diamanten die de Duitse industrieel Guido Henckel von Donnersmarck eind negentiende eeuw aan zijn vrouw gaf, werd in 2011 voor 12,7 miljoen dollar geveild door Sotheby's. Daarmee is het de duurste tiara ooit verkocht.[15]
- Een aantal tiara's van koningin Victoria is ontworpen door haar man, prins Albert.
- 24 mei is internationale tiaradag.[16]

## Externe bronnen
- When popes wore crowns
- The papal tiara
- Koninklijke Juwelen - website met informatie over o.a. de tiara's in het bezit van koninklijke families